# Buregården
Buregården är en trävilla i fornnordisk stil i Gävle uppförd 1880 som bostad och kontor åt stadens stadsarkitekt Erik Alfred Hedin efter hans egna ritningar. Villan blev ett byggnadsminne 1999.
Huset ligger i närheten av fyra andra byggnader som också ritats av Hedin.
Buregården byggdes med moderniteter som badrum med rinnande vatten och delar av övervåningens badrum har bevarats i ursprungligt skick. Bevarade rumsindelningar och snickerier utan några större förändringar finns kvar i hela huset. Köksinredningen på bottenvåningen och väggarnas ytskikt är också ursprungliga. Exteriören går helt i fornnordisk stil, men den ursprungliga färgsättningen var sannolikt svarttjärad istället för dagens bruna fasad.

## Galleri

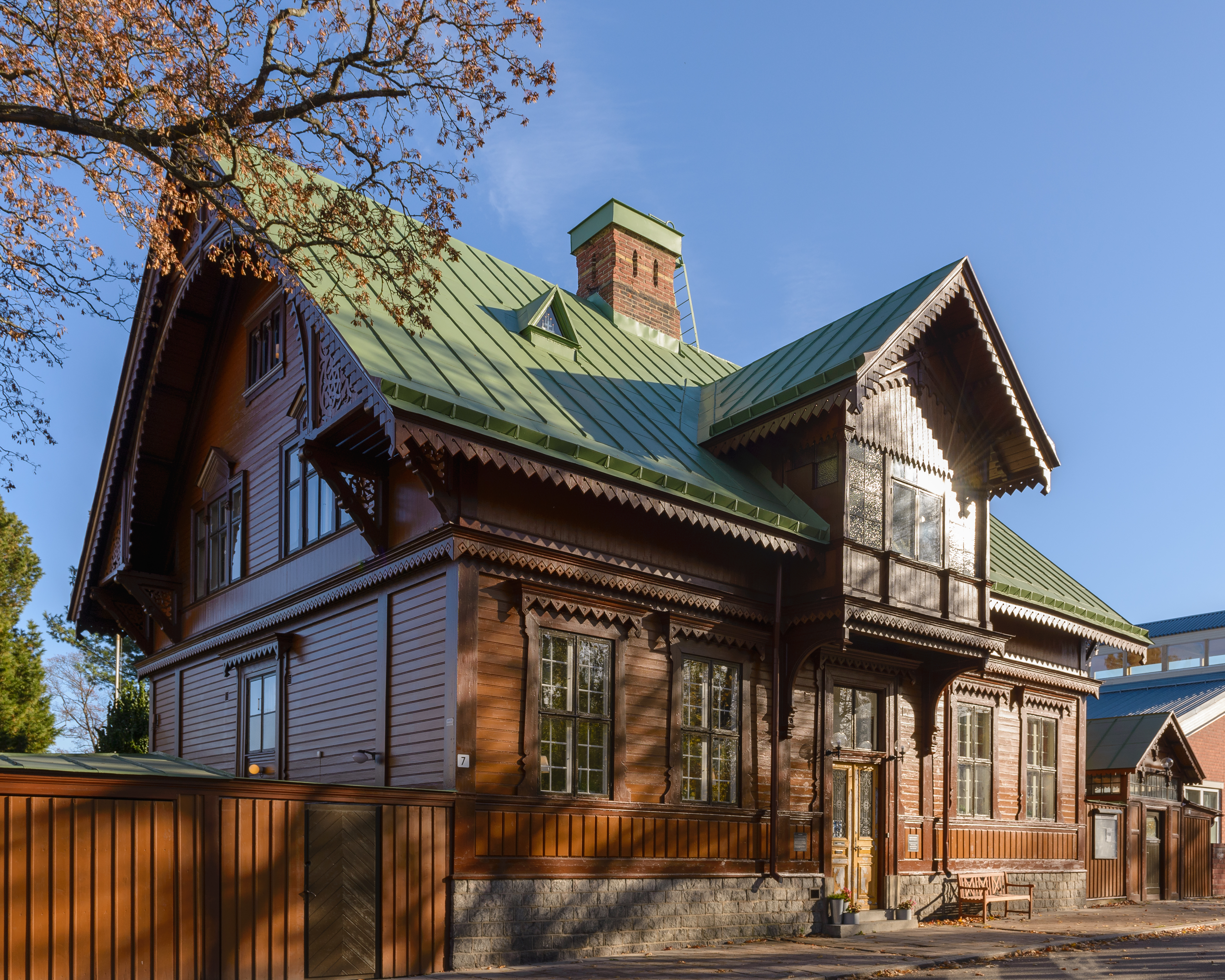
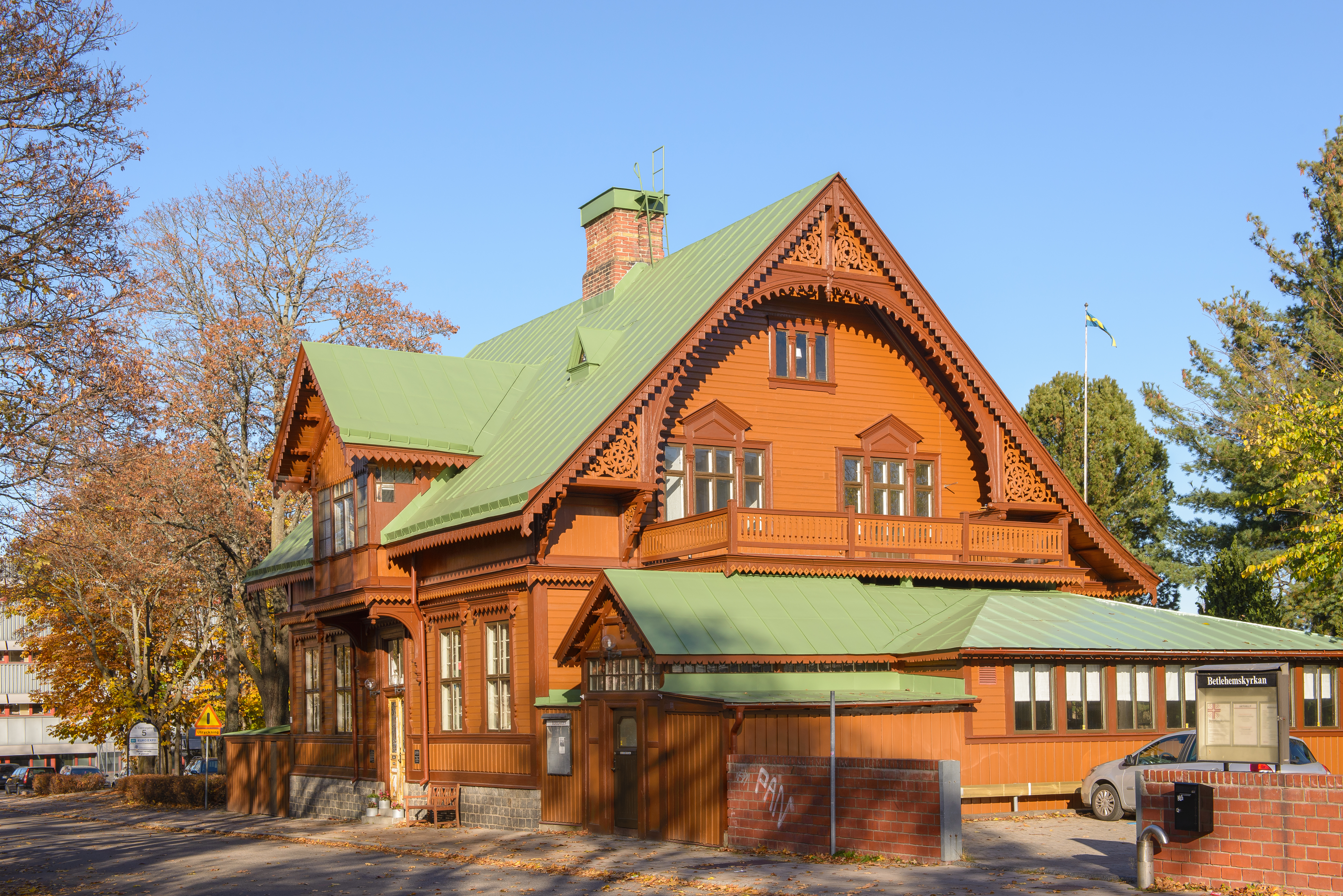
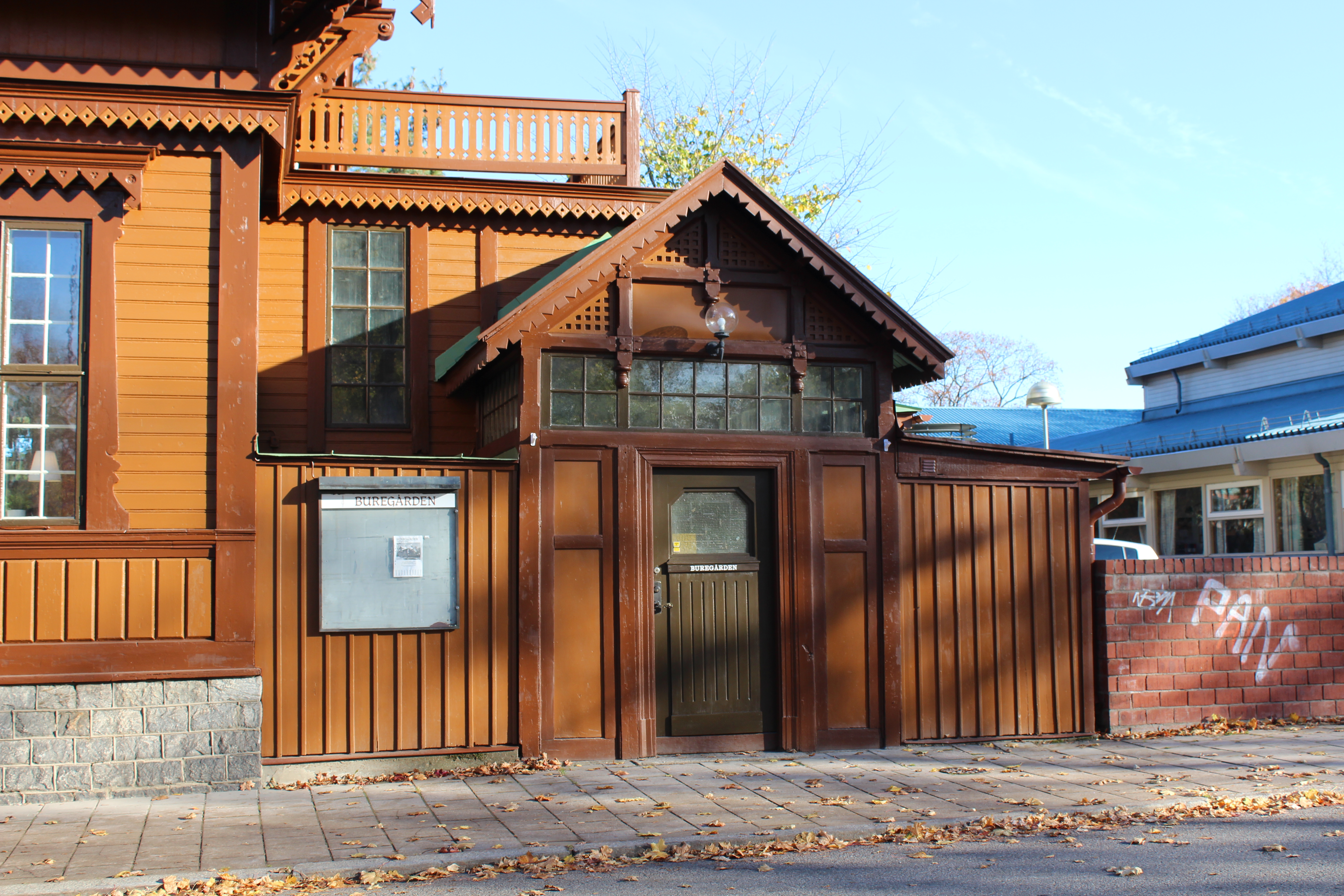